# Quạ gáy xám phương Tây
Quạ gáy xám phương Tây (danh pháp khoa học: Coloeus monedula) còn được gọi là quạ gáy xám châu Âu, quạ gáy xám Á - Âu hay đơn giản là quạ gáy xám là một loài chim thuộc chi Coloeus, trước đây được coi là một phần của chi Quạ. Được tìm thấy ở hầu khắp châu Âu, phía đông châu Á và bắc châu Phi, loài chim này là loài hầu như không di trú mặc dù những con chim thuộc loài này sống ở phương bắc và phương đông sẽ di cư xuống phương nam vào mùa đông.

## Phân loại
Quạ gáy xám phương Tây là một trong nhiều loài được Linnaeus mô tả trong tác phẩm viết trong thế kỷ 18 của ông là Systema Naturae. Do người ta cho rằng nó thích gắp các đồng tiền nên Linnaeus đã đặt cho nó danh pháp hai phần là Corvus monedula, với phần định danh loài mǒnēdŭla có nguồn gốc từ moneta, một từ nguồn gốc La tinh để chỉ "tiền". Tên chi Coloeus, có nguồn gốc từ tiếng Hy Lạp cổ đại κολοιός (koloios) để chỉ quạ gáy xám được Peter Pallas tạo ra năm 1766, mặc dù cho tới gần đây thì nhiều công trình vẫn giữ 2 loài quạ gáy xám trong chi Corvus.
Một nghiên cứu năm 2000 nhận ra rằng khoảng cách di truyền giữa các loài quạ gáy xám với các thành viên khác trong chi Corvus là lớn hơn so với khoảng cách trong phạm vi phần còn lại của chi. Điều này làm cho Pamela Rasmussen phục hồi lại tên gọi Coloeus trong cuốn sách Birds of South Asia (Chim Nam Á) của bà năm 2005, một xử lý từng được sử dụng trong danh sách phân loại năm 1982 tại Đức của Hans Edmund Wolters. Một nghiên cứu phát sinh chủng loài đối với chim dạng quạ thực hiện năm 2007 đã so sánh các trình tự DNA trong khu vực kiểm soát ti thể của vài loài chim dạng quạ. Nó phát hiện ra rằng quạ gáy xám phương Tây và họ hàng gần của nó, quạ gáy xám Dauria (Corvus dauuricus) ở miền đông Nga và Trung Quốc, là cơ sở đối với nhánh Corvus phần lõi. Kể từ đó, các tên gọi Coloeus monedula và Coloeus dauuricus đã được Đại hội Điểu học Quốc tế (IOC) chấp nhận trong danh sách chính thức của họ. Hai loài quạ gáy xám này từng được thông báo là có lai ghép trong khu vực dãy núi Altai, nam Siberi, Mông Cổ. Phân tích DNA ti thể các mẫu vật của 2 loài thu thập trong phần lõi phạm vi sinh sống của chúng chỉ ra rằng chúng là khác biệt về mặt di truyền.

### Các phân loài

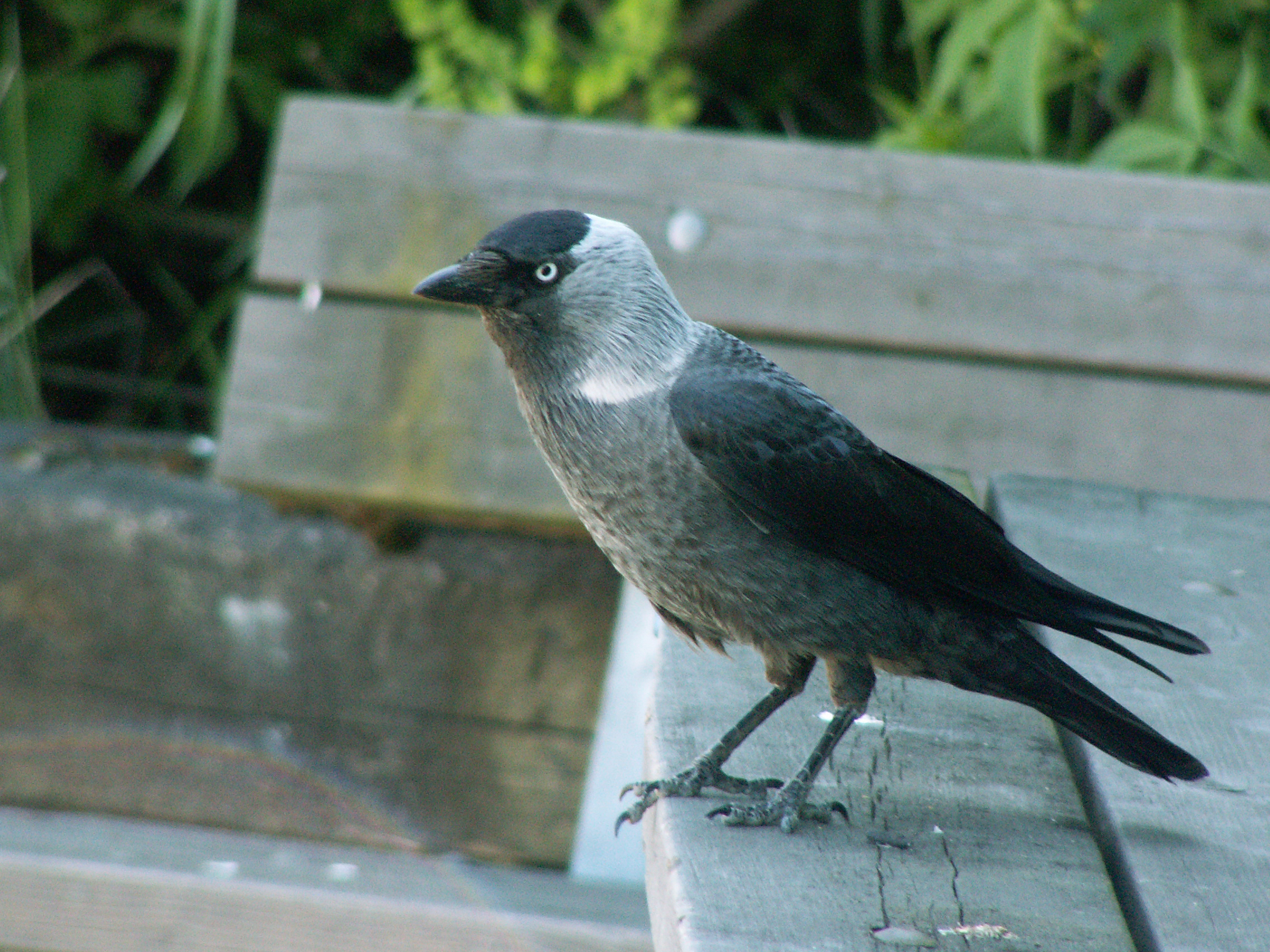
C. m. monedula tại Thụy Điển. Phân loài này có phần cổ ánh trắng một phần

Hiện tại người ta công nhận 4 phân loài quạ gáy xám phương Tây. Tất cả các phân loài ở châu Âu đều có dạng quá độ tại những nơi các quần thể của chúng có sự chồng lấn khu vực sinh sống. C. m. monedula chuyển dần thành C. m. soemmerringii trong khu vực chuyển tiếp chạy từ Phần Lan về phía nam qua biển Baltic và đông Ba Lan tới Romania và Croatia.
- C. m. monedula (Linnaeus, 1758): Phân loài danh định (nguyên chủng), sinh sống ở đông châu Âu. Phạm vi phân bố trải rộng ngang qua Scandinavia, từ phía nam Phần Lan kéo dài về phía nam tới Esbjerg và Haderslev ở Đan Mạch, qua miền đông Đức và Ba Lan, và về phía nam qua miền đông Trung Âu tới dãy núi Karpat và tây bắc Romania, Vojvodina ở miền bắc Serbia, và Slovenia[16]. Nó sinh sản ở đông nam Na Uy, nam Thụy Điển, bắc và đông Đan Mạch, thỉnh thoảng thấy trú đông tại Anh và Pháp. Nó cũng từng được ghi nhận như là dạng chim lang thang ở Tây Ban Nha[17]. Nó có phần gáy và hai bên cổ nhạt màu, họng sẫm màu, phần cổ màu xám nhạt với phạm vi biến thiên[14].
- C. m. spermologus (Vieillot, 1817): Ở miền tây và trung châu Âu, tại đảo Anh, Hà Lan và Rhineland ở phía bắc, qua miền tây Thụy Sĩ tới Ý ở đông nam, và bán đảo Iberia cùng Morocco ở phía nam[16]. Nó trú đông tại quần đảo Canary và Corse. Tên gọi "spermologus" có nguồn gốc từ tiếng Hy Lạp σπερμολόγος, kẻ gắp hạt.[18]. Nó sẫm màu hơn các phân loài khác và không có viền ánh trắng tại phần đaýcủa gáy màu xám[14].
- C. m. soemmerringii (Fischer, 1811): Ở đông bắc châu Âu, bắc và trung châu Á, từ Liên Xô cũ tới khu vực hồ Baikal và tây bắc Mông Cổ, kéo dài về phía nam tới Thổ Nhĩ Kỳ, Israel và miền đông Himalaya. Giới hạn phía tây nam của nó là Serbia và miền nam Romania[16]. Nó trú đông tại Iran và miền bắc Ấn Độ (khu vực Kashmir)[8]. Johann Fischer von Waldheim đã mô tả phân loài này như là Corvus soemmerringii vào năm 1811, lưu ý rằng nó khác với các quần thể tại Tây Âu[19]. Tên gọi này là để vinh danh nhà giải phẫu học người Đức là Samuel Thomas von Sömmerring[20]. Nó được phân biệt bằng gáy và hai bên cổ nhạt màu hơn, tạo ra phần chỏm đầu đen tương phản với phần cổ xám nhạt hơn[14].
- C. m. cirtensis (Rothschild và Hartert, 1912): Có ở Morocco và Algeria tại tây bắc châu Phi và trước kia còn thấy có ở Tunisia[16]. Tên gọi "cirtensis" là chỉ tới thành phố cổ đại Cirta tại Numidia. Bộ lông của nó xỉn màu hơn và có màu xám sẫm đồng nhất hơn so với các phân loài khác, với phần gáy nhạt màu là ít khác biệt hơn cả[14].